# 載玻片

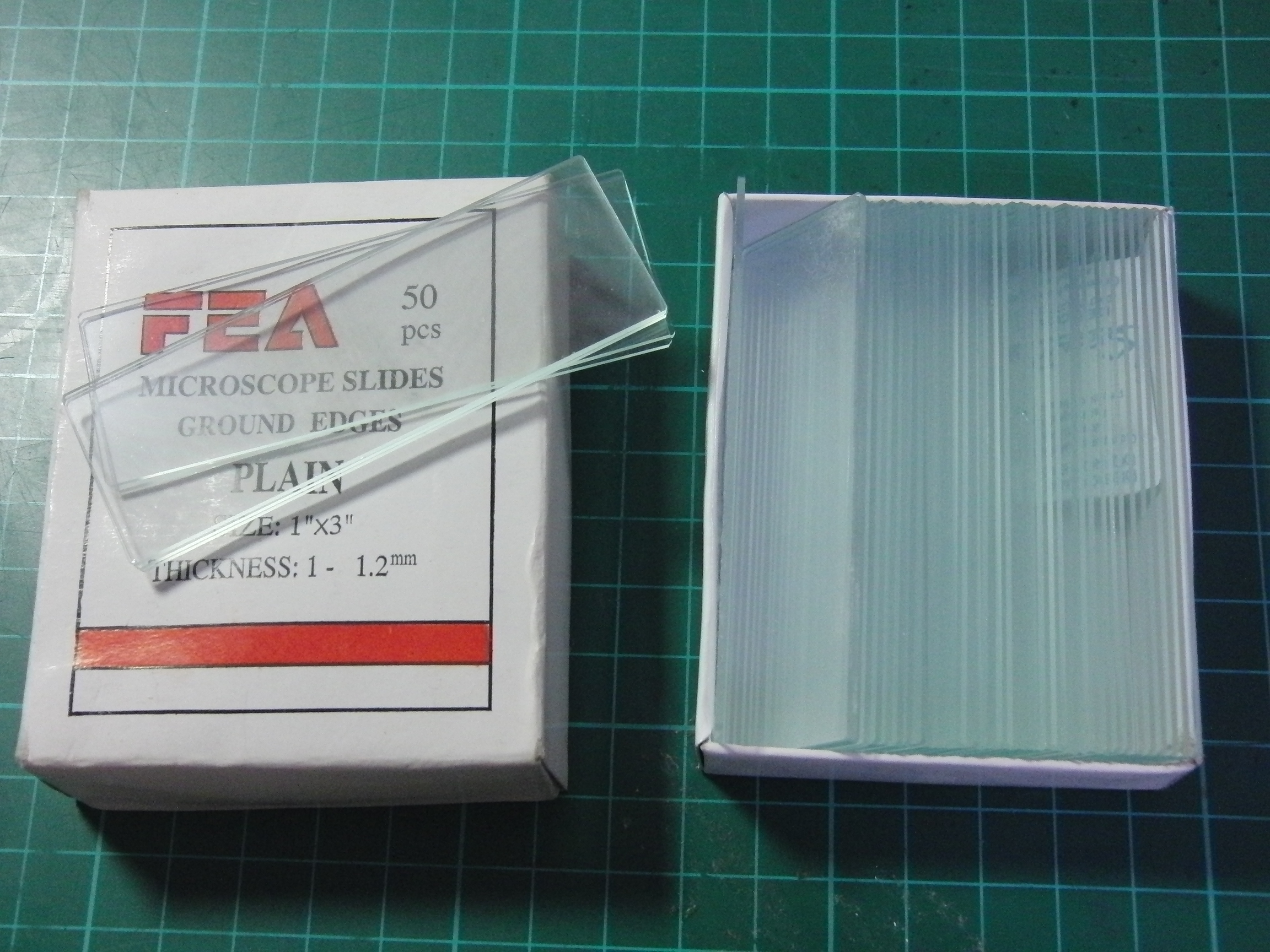
玻璃片

載玻片是生物實驗用的透明玻璃薄片，長寬約75 mm及26 mm，厚度為1 mm，用來做為乘載樣品，在顯微鏡下觀看。樣品會固定在載玻片上，一起移動到顯微鏡下觀測。載玻片的大小可以讓多個樣品可以依序放在顯微鏡下觀看，移出顯微鏡外，加上標示、運送，並以適當的方式儲存。
載玻片多半會配合另外一片較小較薄的透明玻璃薄片，稱為蓋玻片。蓋玻片放在樣品及載玻片上。